# Quinto TI
| TI ist das Kürzel für den Kanton Tessin in der Schweiz. Es wird verwendet, um Verwechslungen mit anderen Einträgen des Namens Quinto zu vermeiden. |

Quinto (deutsch veraltet: Quint im Livinental) ist eine politische Gemeinde im Bezirk Leventina des Kantons Tessin in der Schweiz. Zu Quinto gehören die Dörfer Ambrì, Piotta, Prato, Scruengo, Varenzo, Ronco, Deggio, Catto, Lurengo und Altanca.

## Geographie
Das Dorf Quinto liegt etwas oberhalb der Talsohle am linken Hang des Valle Leventina auf 1011 Meter. Der grösste Teil der Bevölkerung der Gemeinde Quinto lebt heute in den Dörfern Ambrì und Piotta auf der Talsohle an der rechten Seite des Tales.
Auf der linken Seite des Tales liegen auf sonnigen Terrassen die von der Strada Alta durchquerten Dörfer Altanca, Ronco (Quinto), Deggio, San Martino, Catto  und Lurengo, die ebenfalls zur Gemeinde Quinto gehören. Diese Dörfer sind jedoch zum grössten Teil beinahe entvölkert und zählen nur noch wenige Einwohner, vorwiegend Senioren und Bergbauern. Während der Sommermonate kehrt auch in den kleinen Ortsteilen von Quinto auf dem Berg das Leben zurück, denn die alten Häuser werden vorwiegend als Ferienwohnungen benutzt. Zur Gemeinde gehören ebenso die Dörfer Scruengo und Varenzo, die wie das Dorf Quinto selber am linken Ufer des Flusses Tessin liegen.
Quinto bildet zusammen mit der Gemeinde Dalpe den Kreis Quinto.
Zur Gemeinde Quinto gehört auch der grösste Teil des Val Cadlimo, das den Oberlauf des Medelser Rheins darstellt. Damit ist Quinto, neben der benachbarten Gemeinde Blenio, zu der ein kleines Stück des Val Cadlimo am Südende des Lai da Sontga Maria gehört, sowie Airolo mit einem Anteil am Oberlauf der Reuss, die einzige Gemeinde im Tessin, die Anteil am Einzugsgebiet des Rheins hat.
Nachbargemeinden sind Airolo, Faido, Lavizzara, Blenio (alle Kanton Tessin) sowie Tujetsch und Medel (Lucmagn) im Kanton Graubünden.

### Klima
Für die Normalperiode 1991–2020 beträgt die Jahresmitteltemperatur 8,1 °C, wobei im Januar mit −1,2 °C die kältesten und im Juli mit 17,7 °C die wärmsten Monatsmitteltemperaturen gemessen werden. Im Mittel sind hier rund 121 Frosttage und 20 Eistage zu erwarten. Sommertage gibt es im Jahresmittel rund 30, während im Schnitt 2,3 Hitzetage zu verzeichnen sind. Der Hitzerekord in Piotta wurde am 27. Juni 2019 mit 35,4 °C aufgestellt. Die Messstation von MeteoSchweiz liegt auf einer Höhe von 990 m ü. M.
|                        | Jan  | Feb  | Mär  | Apr  | Mai  | Jun  | Jul  | Aug  | Sep  | Okt  | Nov  | Dez  |   |       |
| Mittl. Temperatur (°C) | −1,2 | 0,2  | 4,1  | 7,7  | 11,9 | 15,8 | 17,7 | 17,0 | 13,0 | 8,4  | 3,1  | −0,5 | ⌀ | 8,1   |
| Mittl. Tagesmax. (°C)  | 2,4  | 4,6  | 9,1  | 12,9 | 17,0 | 21,4 | 23,5 | 22,7 | 18,0 | 13,0 | 6,7  | 2,7  | ⌀ | 12,9  |
| Mittl. Tagesmin. (°C)  | −4,9 | −4,1 | −0,5 | 2,7  | 6,6  | 10,1 | 12,0 | 11,7 | 8,2  | 4,2  | −0,3 | −3,9 | ⌀ | 3,5   |
|                        |      |      |      |      |      |      |      |      |      |      |      |      |   |       |
| Niederschlag (mm)      | 71   | 54   | 76   | 122  | 147  | 154  | 128  | 158  | 152  | 158  | 155  | 81   | Σ | 1456  |
|                        |      |      |      |      |      |      |      |      |      |      |      |      |   |       |
| Regentage (d)          | 8,1  | 6,7  | 7,5  | 9,3  | 11,6 | 10,5 | 9,8  | 11,5 | 8,4  | 9,1  | 10,0 | 8,3  | Σ | 110,8 |
|                        |      |      |      |      |      |      |      |      |      |      |      |      |   |       |
| Luftfeuchtigkeit (%)   | 72   | 66   | 61   | 61   | 65   | 65   | 65   | 70   | 73   | 77   | 76   | 74   | ⌀ | 68,8  |

| −4,9 |

| −4,1 |

| −0,5 |

| 2,7 |

| 6,6 |

| 10,1 |

| 12,0 |

| 11,7 |

| 8,2 |

| 4,2 |

| −0,3 |

| −3,9 |

| −4,9 |

| −4,1 |

| −0,5 |

| 2,7 |

| 6,6 |

| 10,1 |

| 12,0 |

| 11,7 |

| 8,2 |

| 4,2 |

| −0,3 |

| −3,9 |

## Geschichte
Das Dorf wurde 1227 als Quinto erstmals erwähnt. Die frühere Vicinìa war in mehrere degagne eingeteilt; diejenigen von 1408 sind erhalten geblieben.
Das Dorf gehörte zur rodarìa Intus Montem (1371). Schon 1311 wurde in Quinto die Zunft der Säumer genannt; sie waren nach einem alle drei Jahre geänderten Verzeichnis nach degagne verteilt und besassen das Monopol zum Warentransport. Die frühere grosse vicinìa besteht noch heute und umfasst die patriziati (Geburtsortgemeinde) Catto, Lurengo, Piotta, Varenzo, Altanca, Ronco, Deggio, Ambrì-Sopra, Ambri-Sotto, Quinto und Quattro terre, die an die Stelle der früheren degagne getreten sind.
Als die Eidgenossen 1331 zum ersten Mal in die Leventina hinunterstiegen, wurde Quinto ausgeplündert und eingeäschert. In der Schlacht bei Marignano fielen 14 Soldaten aus der Ortschaft. Unter der Herrschaft der Urner war das Dorf der Sitz eines Appellationsgerichts für das obere Tal. Von Quinto aus ging 1799 der Aufstand gegen die Franzosen und die Helvetische Republik; die Einwohner bemächtigten sich des Gepäcks des Generals Claude-Jacques Lecourbe, wofür die Gemeinde mit einer strengen Busse belegt und ihre Kirche sowie mehrere Häuser von den französischen Truppen ausgeplündert wurden.
Am 6. April 2025 fusionierte die Gemeinde Prato (Leventina) mit Quinto.

### Bürgergemeinden
Nebst der politischen Gemeinde existieren sechs Bürgergemeinden: Patriziato Generale di Quinto, Cassinarescio delle Tre Terre, Corporazione Boggesi di Piora, Patriziato di Altanca, Patriziato di Catto e Lurengo, Patriziato di Varenzo.

## Bevölkerung
Einwohnerzahlen: Volkszählungsdaten

## Verkehr

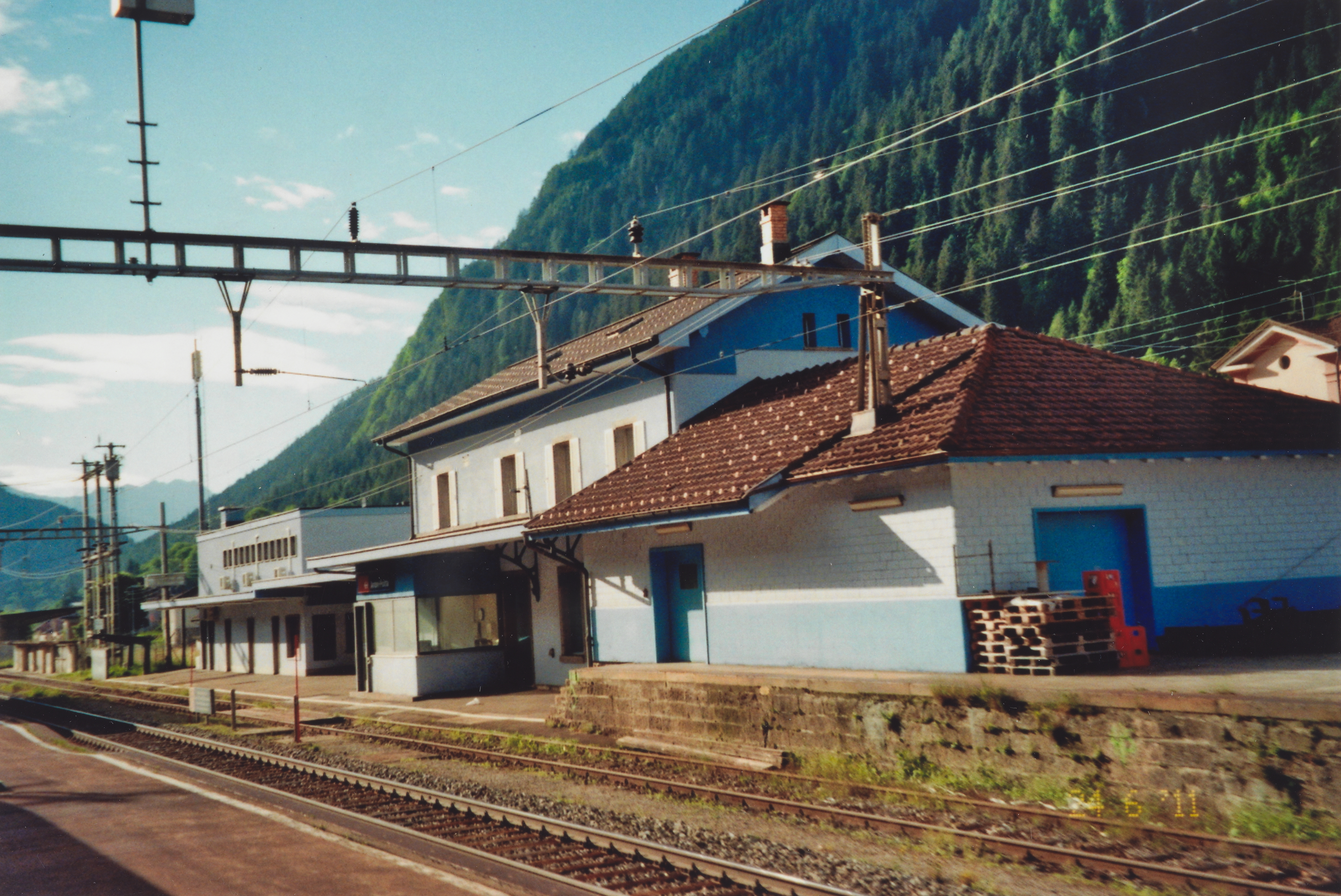
Stationsgebäude Ambrì-Piotta (2011)

Die Gotthard-Passroute verläuft seit der Römerzeit durch das heutige Gemeindegebiet von Quinto. Wichtig wurde die Route jedoch erst ab 1220 dank der Bezwingung der Schöllenen im Norden des Passes.
Auch die heutige Hauptstrasse 2 und seit 1980 die Autobahn A2 queren das Gemeindegebiet. Die Autobahn ist beim Dorf Quinto gedeckt. Der Autobahnanschluss Quinto befindet sich am östlichen Rand der Gemeinde.
Zudem führt die Bergstrecke der Gotthardbahn durch die Gemeinde, mit der Haltestelle Ambrì-Piotta. Während 1882 noch 9 der 14 Züge an der Station hielten, hielten seit den 1980er-Jahren bis zum 10. Dezember 2016 keine Schnellzüge mehr, Regionalzüge nur noch zweimal pro Tag. Für den örtlichen Verkehr verkehren Busse.
Auf der Ebene vor Ambrì und Piotta liegt seit dem Zweiten Weltkrieg der Flugplatz Ambrì. Bis 1994 wurde er von der Schweizer Luftwaffe genutzt, danach für zivile Zwecke. In Piotta steht die Talstation der Standseilbahn Ritom, die die Talsohle mit dem Alp- und Wandergebiet Val Piora verbindet.

## Alpgebiete
In der Val Piora befinden sich der Stausee Lago Ritóm sowie zahlreiche Bergseen, zum Beispiel der Lago di Cadagno, der Lago di Tom oder die Laghetti di Taneda. Ebenfalls reich an Bergseen ist die zum Gemeindegebiet gehörende, jedoch auf der Alpennordseite liegende Val Cadlimo (Lago Scuro, Lago dell’Isra und andere). Am Lago di Cadagno betreiben die Universität Zürich, die Universität Genf und der Kanton Tessin eine Forschungsstation für Alpenbiologie. Auf der Alpe di Piora wird ein Käse gleichen Namens produziert.

## Unternehmen
- SBB-Kraftwerk bei Piotta[26]

## Sport
Ambrì und Piotta sind auf nationaler Ebene dank ihres 1937 gegründeten Eishockeyclubs HC Ambrì-Piotta (HCAP) bekannt, der in der Nationalliga A spielt. Das Stadion Gottardo Arena hat eine Kapazität von 6775 Zuschauern.

## Sehenswürdigkeiten
Das Dorfbild ist im Inventar der schützenswerten Ortsbilder der Schweiz (ISOS) als schützenswertes Ortsbild der Schweiz von nationaler Bedeutung eingestuft.
- Pfarrkirche Santi Pietro und Paolo[28][29] mit Hauptaltar der Bildhauer Carlo Giuseppe Zezio und Paolo Antonio Pisoni[30]
- Sanatorio del Gottardo bei Altanca[28]
- Im Ortsteil Altanca: Kirche Santi Carnelio und Cipriano[28]
- Im Ortsteil Ambrì-Sopra: Kirche Santi Maccabei[28]
- Im Ortsteil Catto: Kirche Sant’Ambrogio[28]
- Im Ortsteil Deggio: Kirche Sante Caterina und Barbara[28], Kapelle San Martino[31]
- Im Ortsteil Monte Aval: Grosser Fels mit Zeichnung und Inschrift eingegraben (1647 m ü. M.)[32]
- Im Ortsteil Piotta: Kirche San Carlo[28]

## Bilder

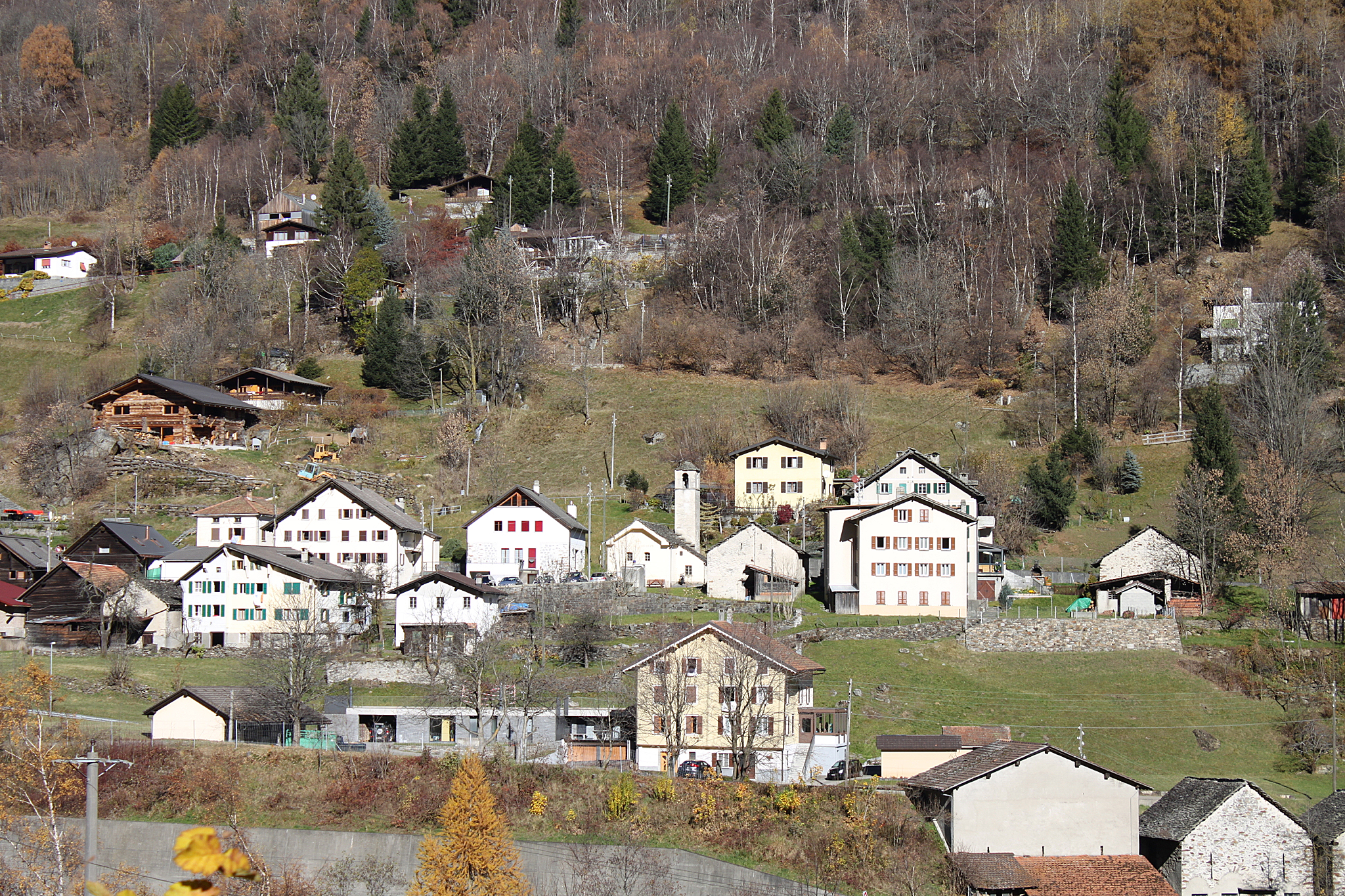
Varenzo
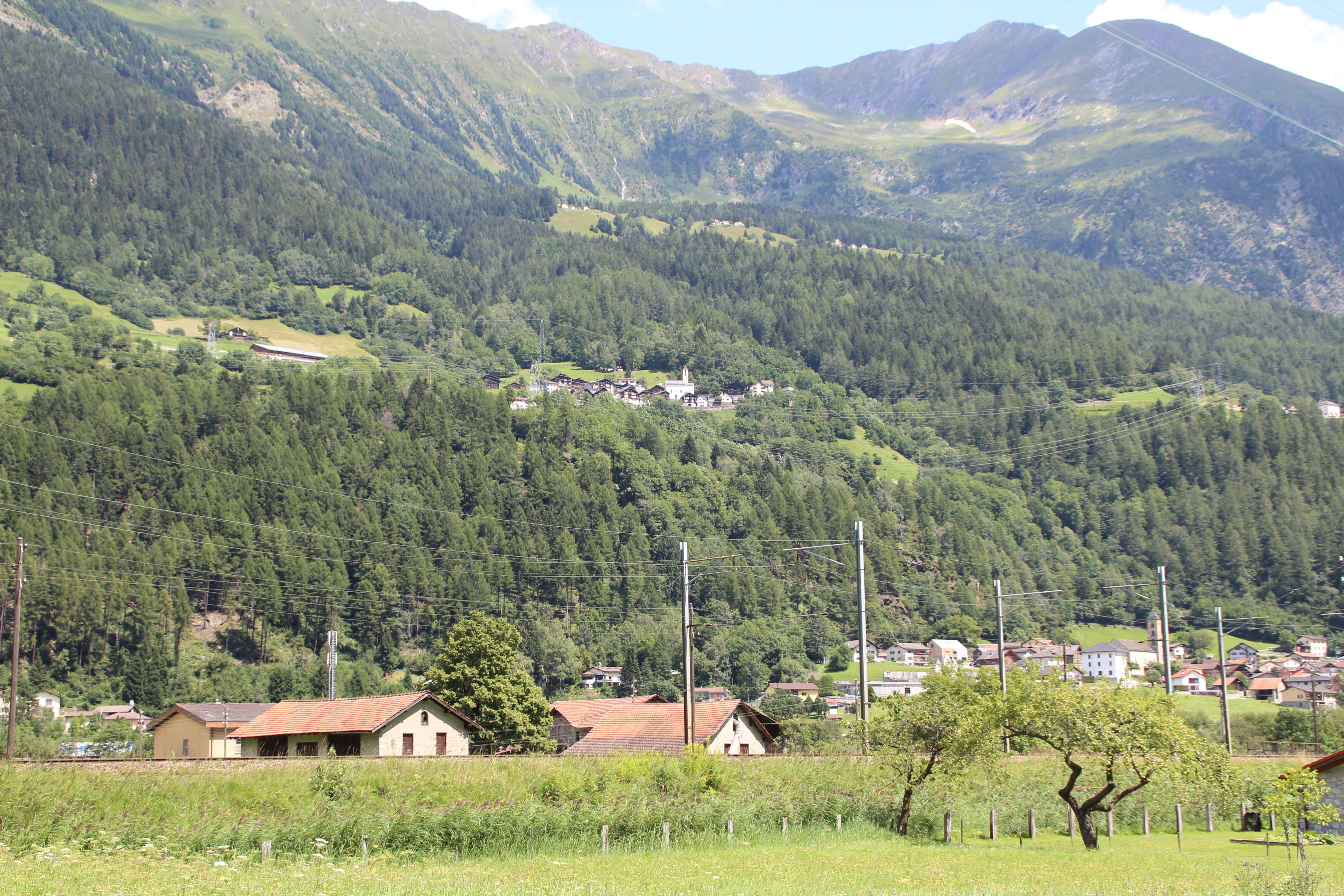
Deggio oberhalb Quinto
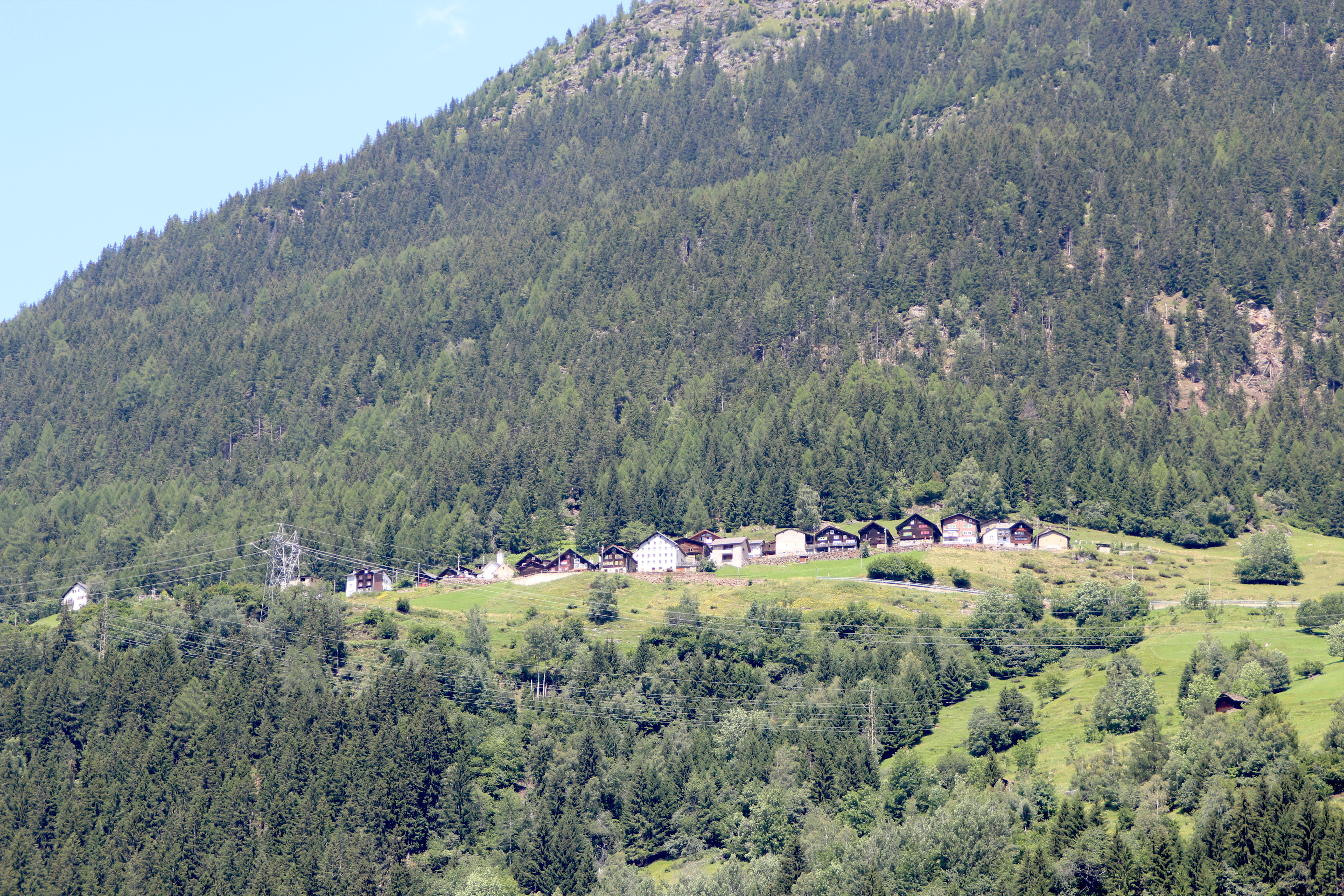
Ronco oberhalb Quinto
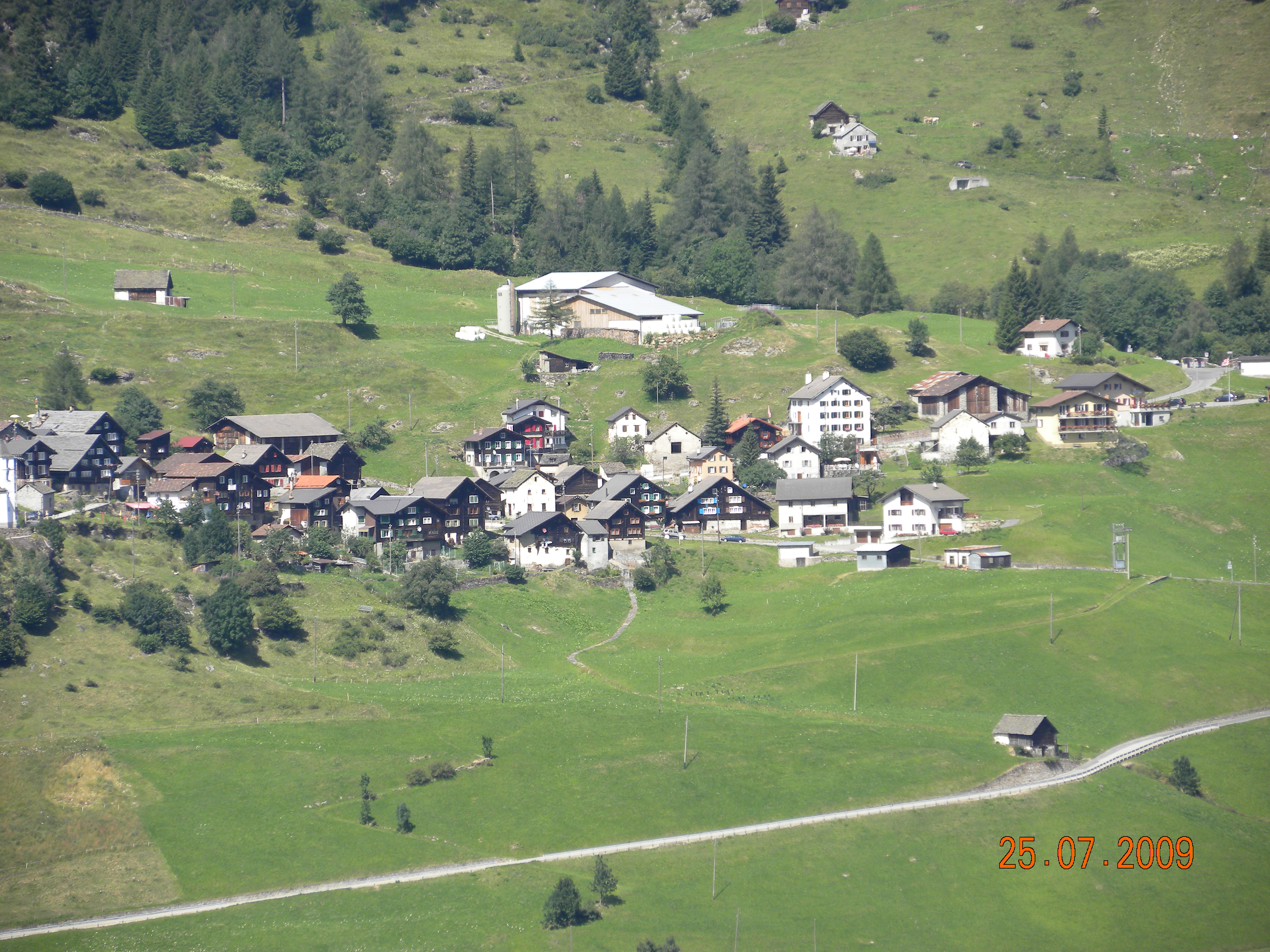
Altanca
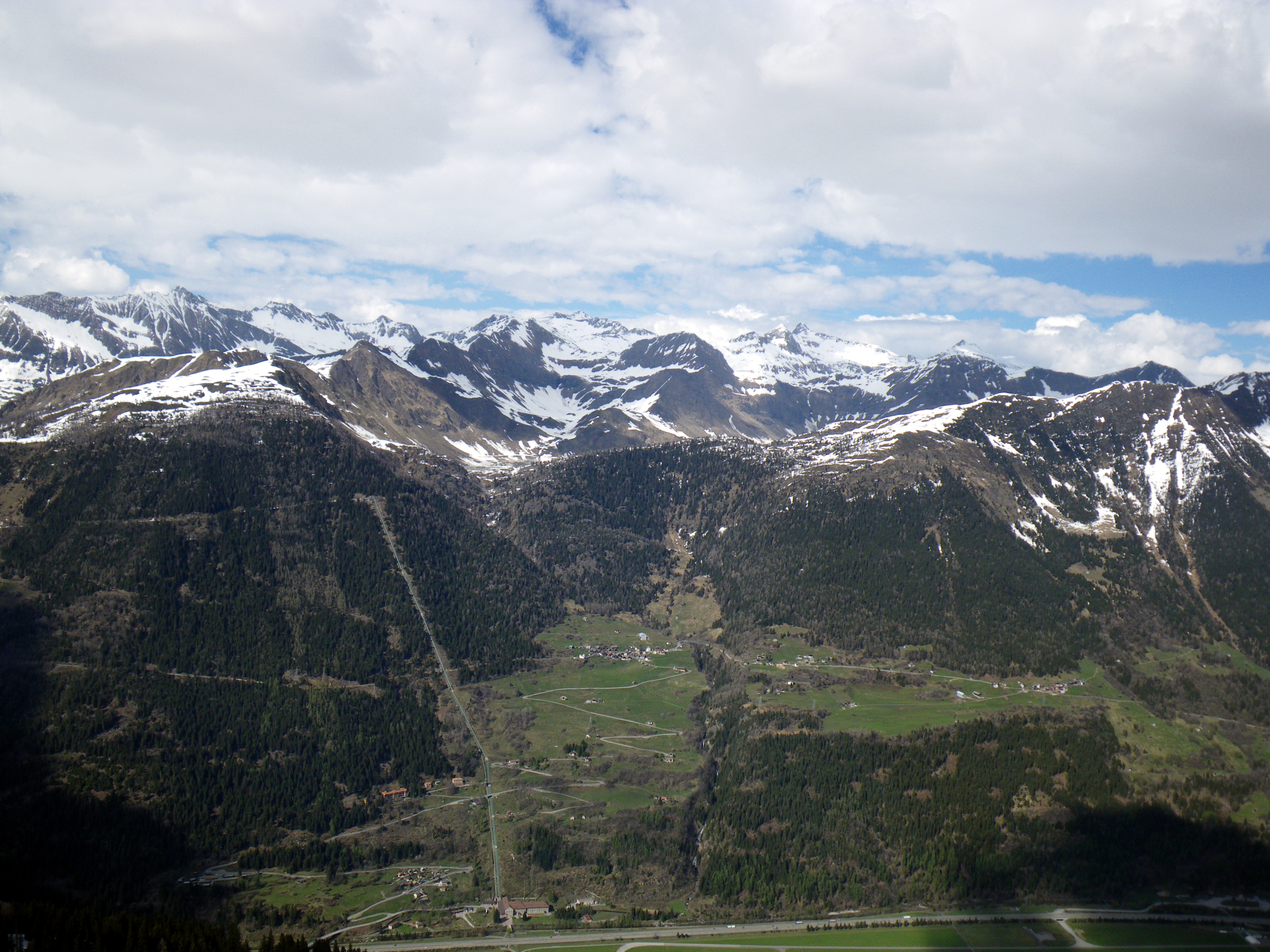
Altanca und Ritomumgebungen
Leventina mit Ambri-Piotta von Eduard Spelterini, um 1900
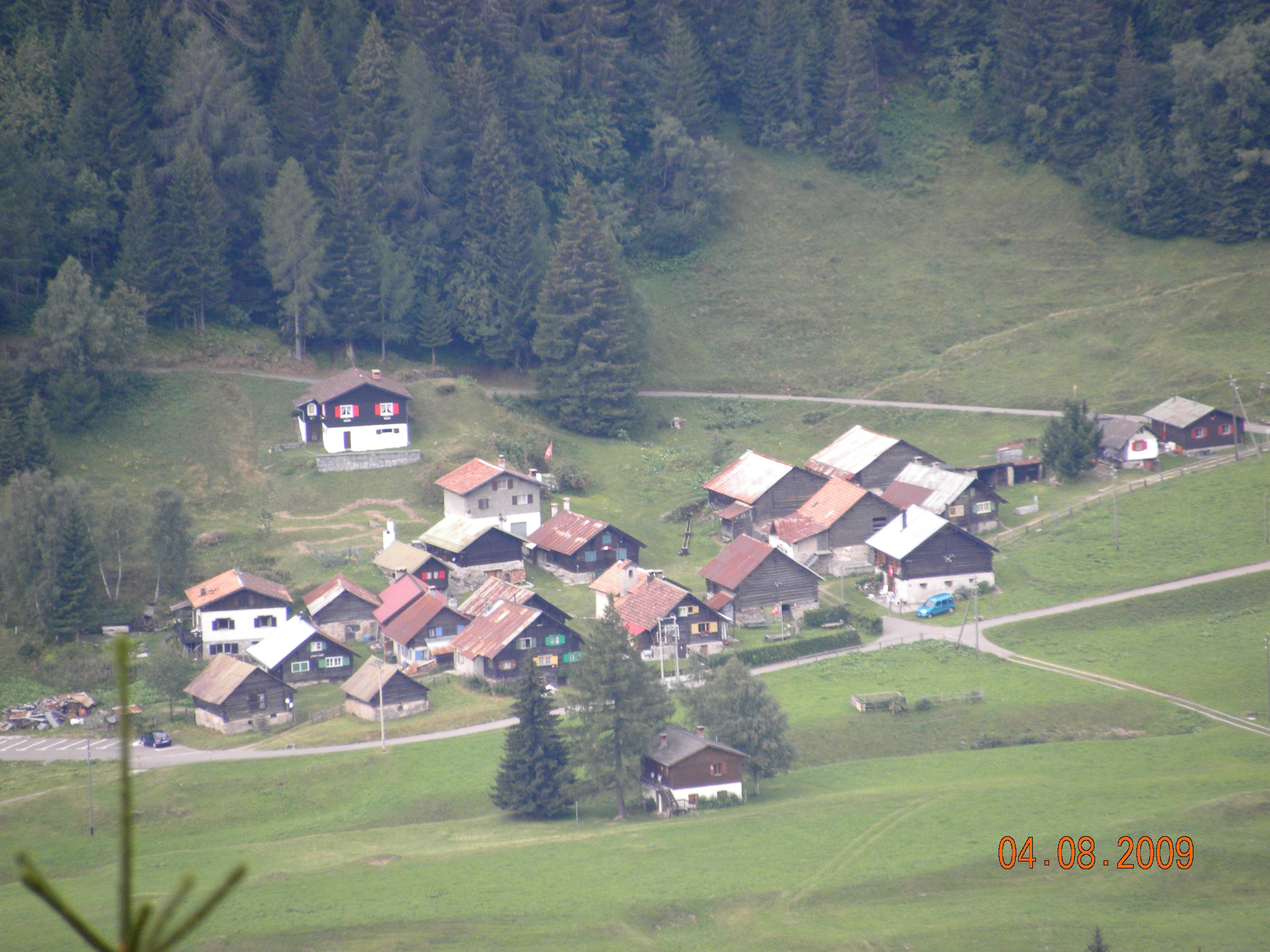
Alm Giof
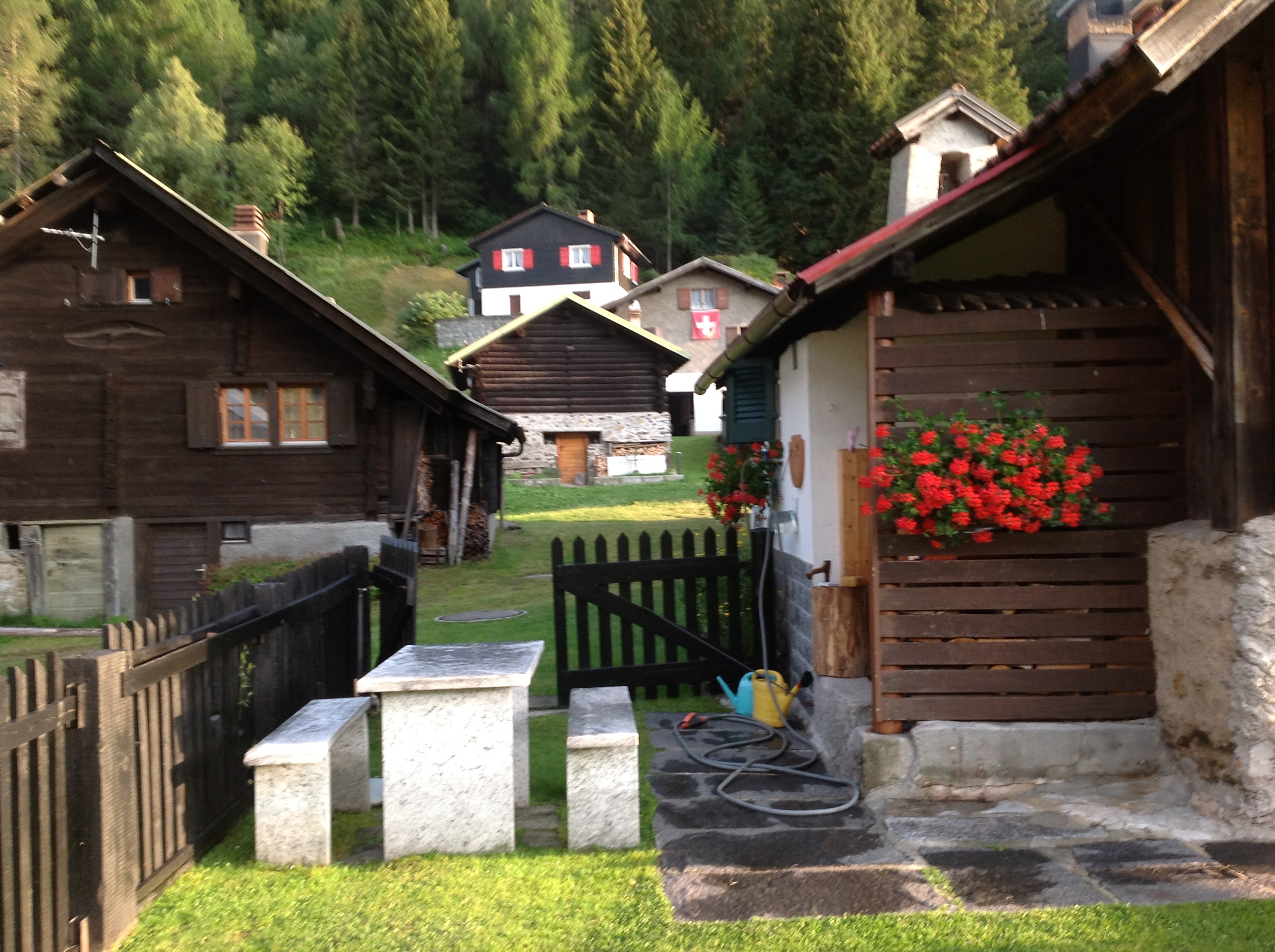
Alm Giof
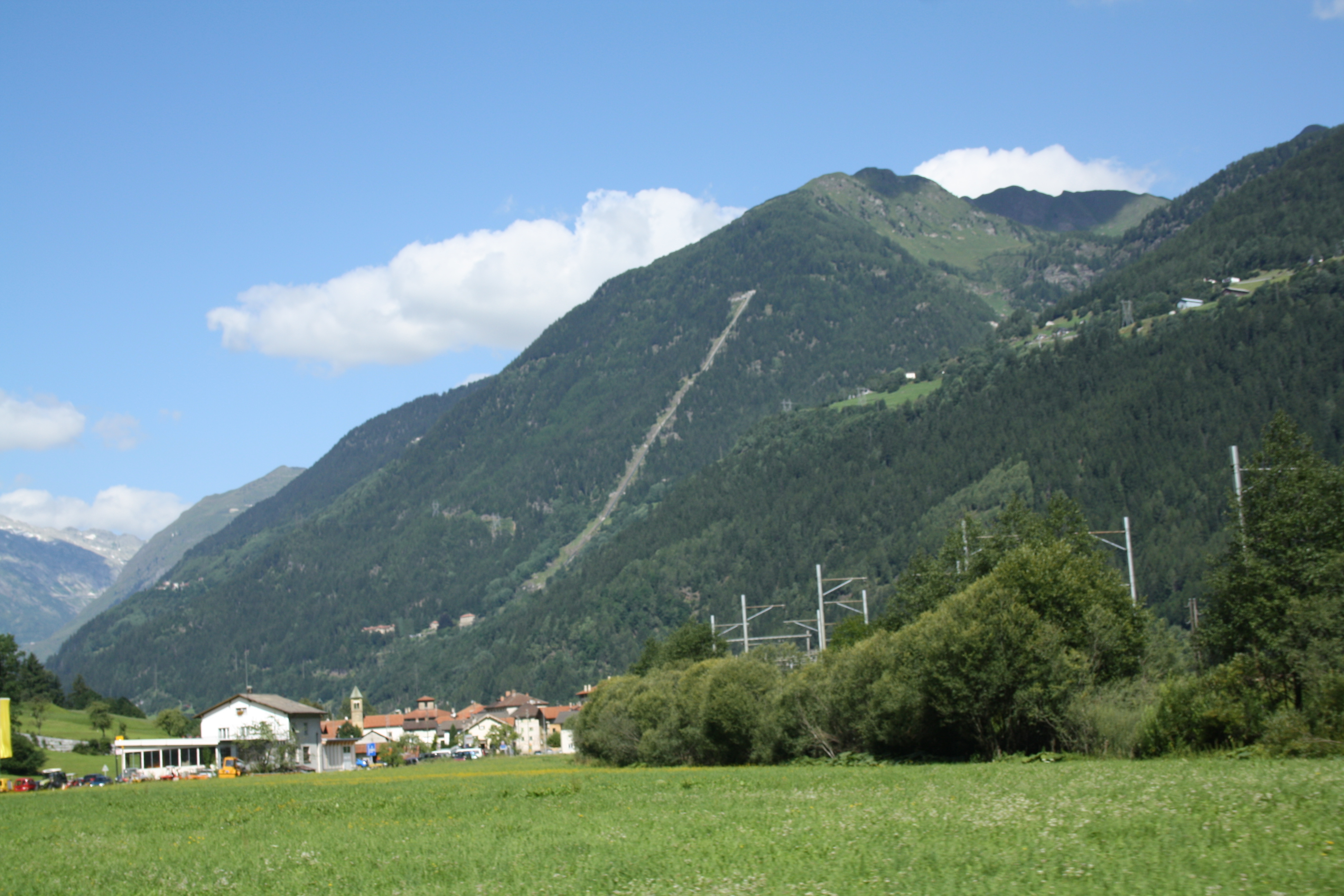
Ritom Drahtseilbahn
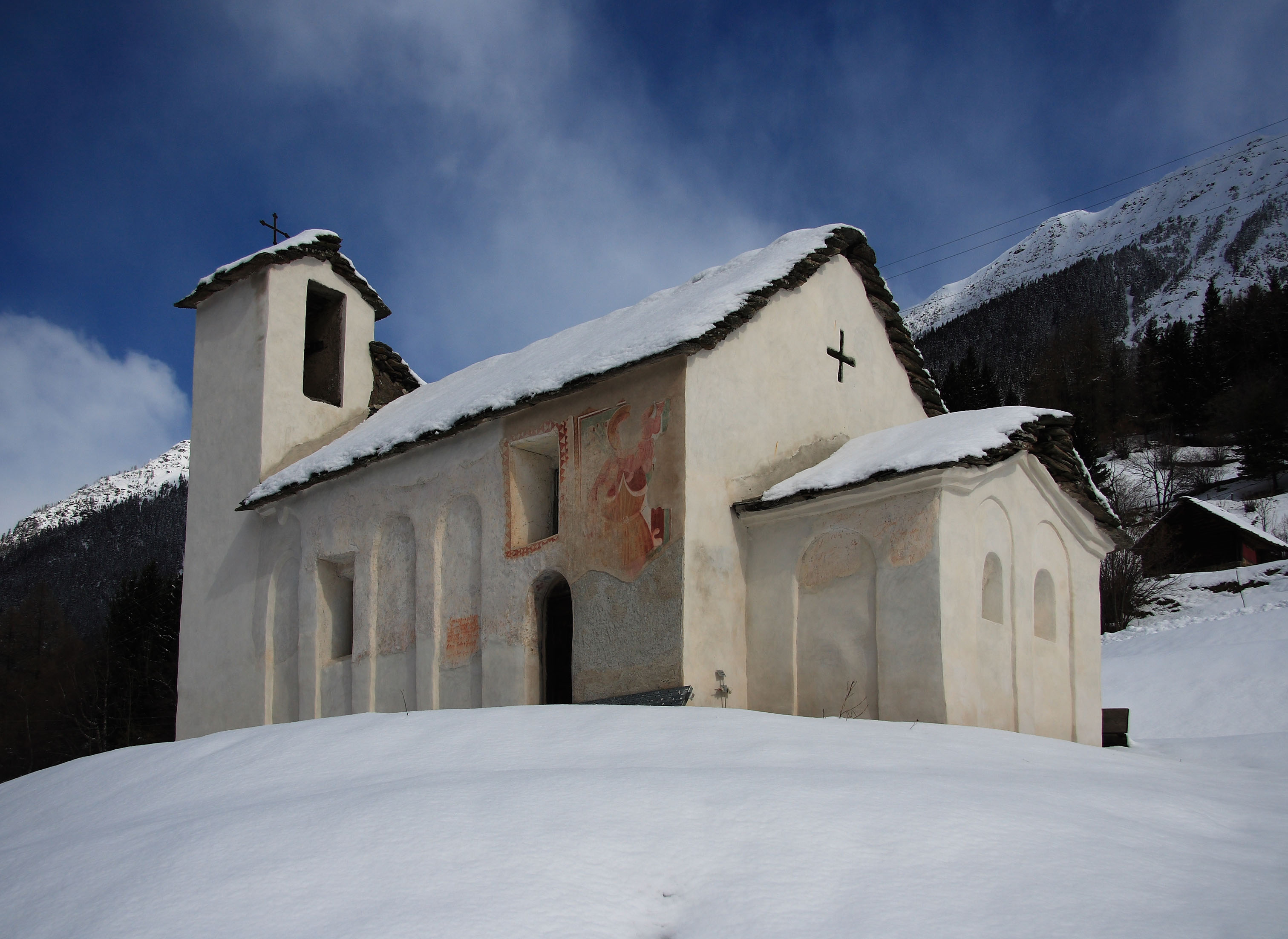
San Martino
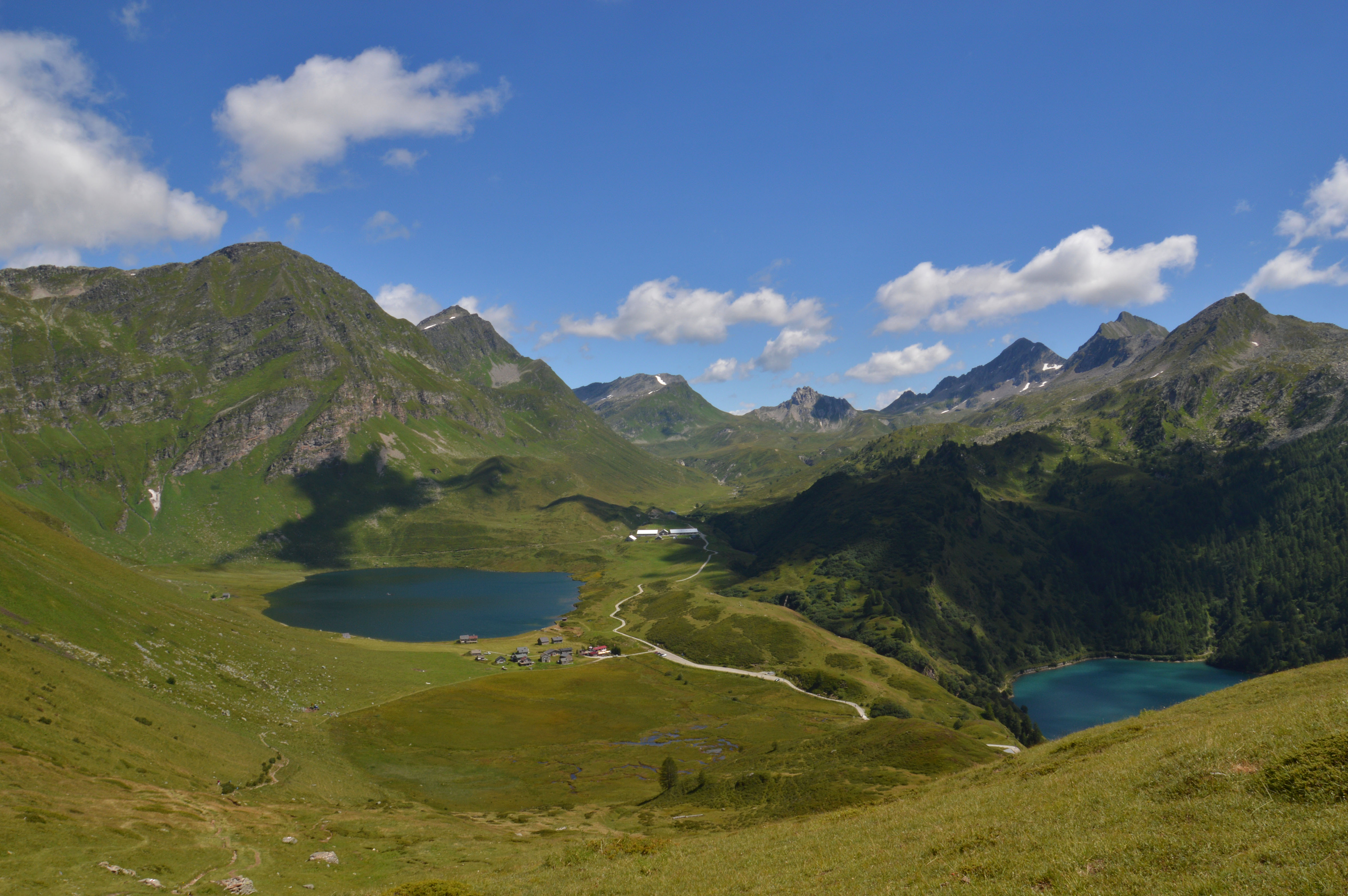
Cadagnosee und Ritomsee
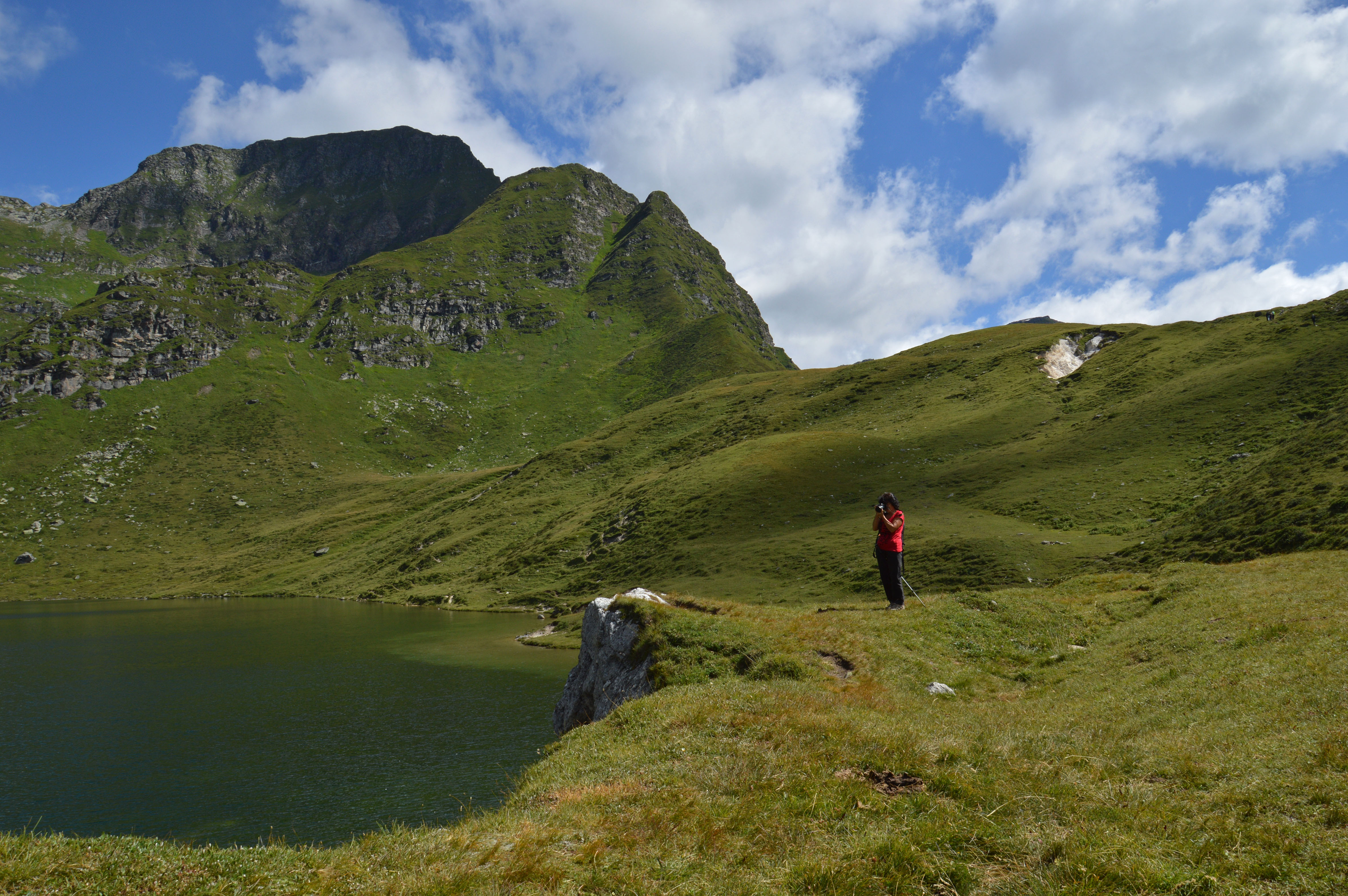
Tomsee
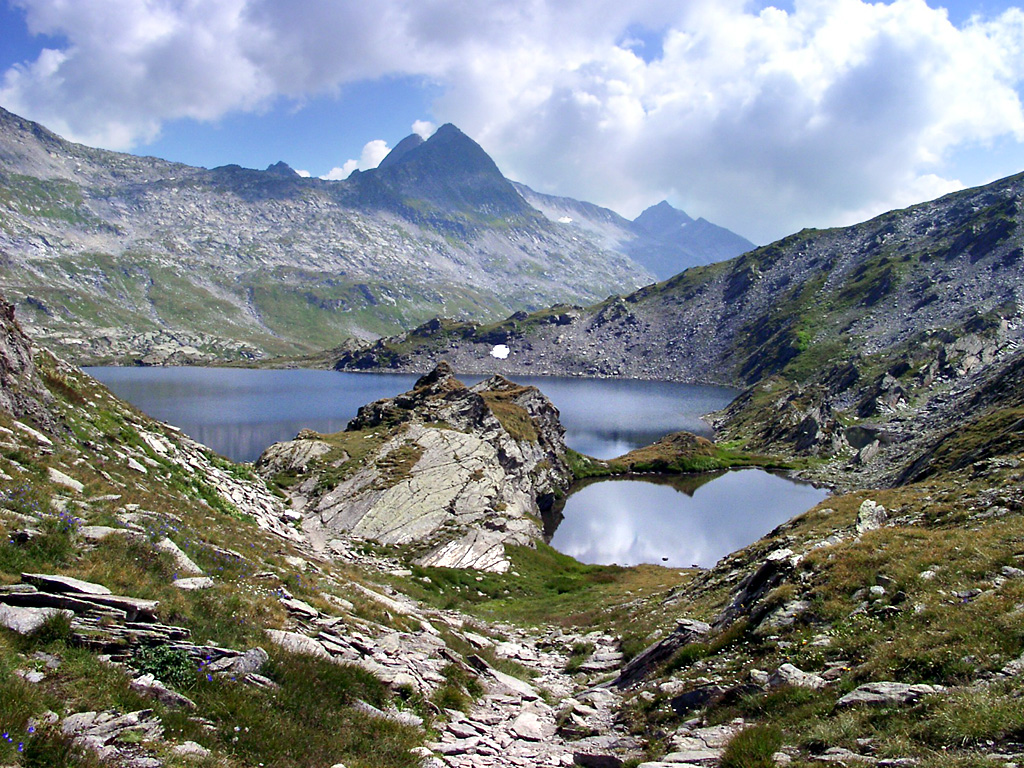
Der Lago Scuro